# Perlovice
Perlovice jsou malá vesnice, část města Prachatice v okrese Prachatice v Jihočeském kraji. Nachází se asi 3,5 kilometru jihozápadě od Prachatic. Je zde evidováno 15 adres. V roce 2011 zde trvale žilo dvacet obyvatel.
Perlovice jsou také název katastrálního území o rozloze 1,89 km².

## Historie
První písemná zmínka o vesnici pochází z roku 1456.

## Obyvatelstvo
| Rok            | 1869 | 1880 | 1890 | 1900 | 1910 | 1921 | 1930 | 1950 | 1961 | 1970 | 1980 | 1991 | 2001 | 2011 | 2021 |
| -------------- | ---- | ---- | ---- | ---- | ---- | ---- | ---- | ---- | ---- | ---- | ---- | ---- | ---- | ---- | ---- |
| Počet obyvatel | 112  | 102  | 90   | 93   | 97   | 94   | 91   | 41   | 35   | 23   | 11   | 5    | 12   | 20   | 24   |
| Počet domů     | 19   | 21   | 20   | 23   | 21   | 22   | 24   | 25   | 25   | 5    | 3    | 4    | 9    | 12   | 13   |

## Obecní správa
Při sčítání lidu v letech 1850–1879 Perlovice byly samostatnou obcí v okrese Prachatice. V letech 1880–1971 byly osadou obce Libínské Sedlo v okrese Prachatice. Od 26. listopadu 1971 jsou částí města Prachatice ve stejnojmenném okrese, kdy se konaly městské volby. V letech 1850–1879 k obci patřily Stádla a Volovice.

## Pamětihodnosti

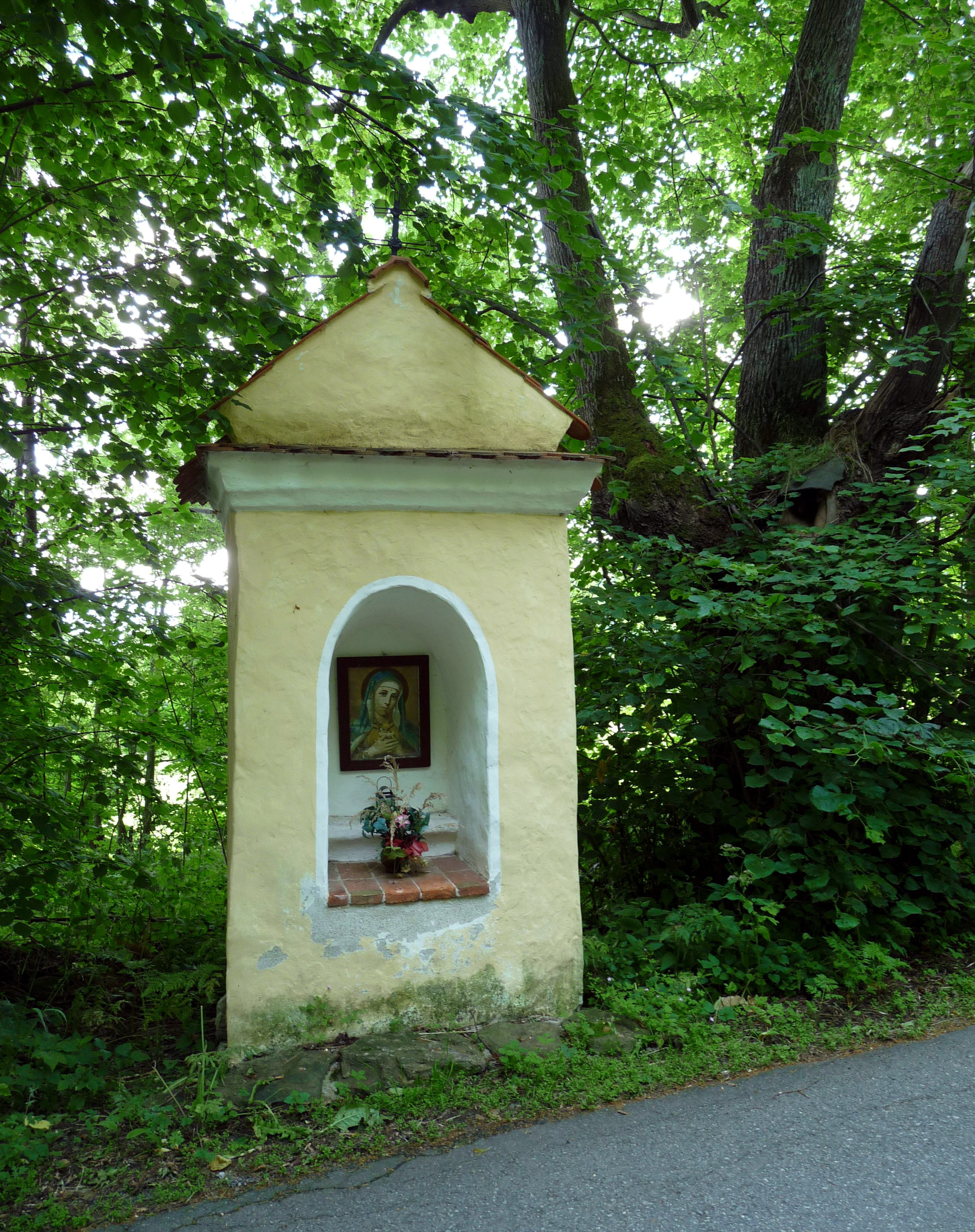
Kaplička s jednou z Perlovických lip

- Výklenková kaplička na jihozápad od vesnice
- Perlovické lípy, dvojice památných stromů při příjezdové silnici jv. od osady